# Kåfjorden (Alta)
 For alternative betydninger, se Kåfjorden (flertydig). (Se også artikler, som begynder med Kåfjorden)
Kåfjorden (nordsamisk Gávvuotna) er den inderste fjordarmen af Altafjorden i Alta kommune i Troms og Finnmark fylke i Nordnorge. Kåfjorden går omkring syv kilometer i sydvestlig retning, fra indløbet mellem Auskarnes i nordvest og Saltvikneet i sydøst, lige vest for byen Alta. Fjorden består af tre dele, (ydre) Kåfjord til Straumen, (indre) Kåfjord (nordsamisk Njoammelgohppi) til Innerstrømmen og Kåfjordbotn indenfor denne.
Den ydre del af Kåfjord forgrenes i to dele af halvøen Simanes, hvor den sydlige gren ender i Kvenvika og hovedarmen fortsætter mod sydvest ind til Strømmen mellem Strømsnes i nordvest og Langstrømsnes i sydøst. Afstanden fra indløbet til Strømmen er 4,2 km, og dybden op til 67 meter. Den indre del til Innerstraumen er 2,4 km lang og dybden op til 33 m. Udløbet af Mathiselva (samisk Gávvávŋŋejohkka) ligger på østre bred. Den inderste del, Kåfjordbotn, er både den korteste med ca 0,8 km og den mest lavvandede med kun op til 5 m dybde.
Bygder omkring fjorden er Kvenvik, sydøst for ydre del af Kåfjorden, og Kåfjord som ligger vest for den indre del af fjorden. Inderst i Kåfjordbotn ligger Borani.
Kåfjord var under krigen tyskernes største marinebase uden for Tyskland. Her var 15-20.000 tyske soldater stationeret. Slagskibet «Tirpitz» lå opankret her fra marts 1943 til oktober 1944. Der er nu et Tirpitz-museum her.
Europavej E6 følger vestre side af den ydre del og i 2013 åbnede Kåfjord bro ved Strømmen, hvorfra den fortsætter ind gennem Sáhkkobátnitunnelen til Kvenvik.Tidligere gik hovedvejen videre mod syd og krydsede fjorden ved Innerstrømmen, denne er nu en del af Fylkesvej 18 (Finnmark).